# 江西省教育厅
江西省教育厅是中华人民共和国江西省人民政府的组成部门。主管全省教育工作。和中国共产党江西省委员会高等学校工作委员会合署办公。

## 主要职能
一、贯彻执行党的教育方针、政策和国家教育法律、法规。起草江西省有关教育法规和规章草案。研究全省教育改革与发展的重大问题。综合指导和协调全省各市和各部门的教育管理工作。 
二、研究提出江西省教育改革与发展战略。编制全省教育事业发展规划。拟定教育事业的发展重点、结构、速度和步骤，指导、协调并检查实施工作。负责全省教育信息的统计、分析等工作。 
三、统筹规划、协调指导江西省教育体制改革，理顺教育内部和外部的关系，建立与社会主义市场经济体制相适应的教育体制及运行机制。 
四、统筹管理本部门教育经费。参与拟定筹措教育经费、教育拨款、教育基建投资的政策和规划。监督测评全省教育经费的筹措和使用管理情况。按有关规定管理国外和香港特别行政区、澳门特别行政区及台湾地区对江西省的教育援助和教育贷款。 
五、统筹管理全省基础教育、中初等职业教育、成人中初等教育工作。组织执行国家制定的中等和初等教育各类学校的设置标准，制定教学基本要求、教学基本文件。组织审定中等和初等学校的省编教材。指导中等及中等以下各类教育的教育教学改革。组织对普及九年义务教育、扫除青壮年文盲、发展高中阶段教育工作的督导与评估。 
六、统筹管理全省普通高等教育、研究生教育以及高等职业教育、成人高等教育、成人高等教育自学考试等工作。组织执行高等学校的设置标准，研究提出高等学校的设置、更名、撤销与调整的意见。组织执行学科专业目录、教学基本条件，审批本专科院校专业设置。负责制订成人高等学校毕业证书的发放办法。指导高等学校教育教学改革、后勤社会化改革和高等教育评估工作。组织指导“211工程”的实施和协调工作。 
七、负责拟定社会力量办学的地方性规章。审核或审批社会力量举办的高等教育办学机构。对全省社会力量办学进行指导、管理、监督和评估检查。 
八、主管全省各级各类学校教师工作。负责全省教师资格的认定和管理、教师系列的专业技术职务评审以及教育系统的表彰奖励的有关工作。在省继续教育主管部门的统一规划下，组织和指导全省教师和教育管理人员的继续教育工作。会同有关部门研究全省各级各类学校教职工编制标准。指导并协调全省各级各类学校人事和分配制度改革。统筹规划并指导全省各级各类学校教师和教育管理人员队伍建设工作。 
九、统筹管理全省各级各类学历教育及考试工作。负责各类高等学历教育、中等职业学历教育的学籍管理工作。 
十、指导全省高等学校的党建工作和全省各级各类学校的思想政治、品德教育、体育卫生与艺术教育、安全教育及国防教育等工作。 
十一、统筹管理并组织实施全省高等学校、中等专业学校招生工作和毕业生就业指导工作。会同有关部门制定全省高等学校和中等专业学校的招生计划。拟定全省高等学校和中等专业学校毕业生就业政策。综合指导全省高等学校、中等专业学校招生制度和毕业生就业制度改革工作。 
十二、规划并指导全省高等学校的自然科学研究及哲学、社会科学研究工作，宏观指导全省高等学校的高新技术应用研究与推广科研成果转化和产学研结合等工作。协调并指导全省高等学校承担国家级和省级重大科研项目的实施工作。指导高等学校重点实验室、工程研究中心的建设和管理工作。负责全省教育科学研究和教学研究工作。负责全省教育系统的信息化建设工作。 
十三、统筹管理全省语言文字工作。贯彻执行国家语言文字工作的法律法规和方针政策。编制全省语言文字工作的中长期规划。指导推广普通话工作，负责普通话测试工作。 
十四、统筹管理全省学位工作。贯彻执行国家有关学位工作的政策和法规。研究制定全省学位和研究生教育工作改革与发展规划并组织实施。 
十五、统筹管理全省教育系统对外交流和国际合作工作。贯彻执行国家有关出国留学和来华留学管理工作的方针和政策。负责管理出国留学和来华留学及外国文教专家工作。指导对外汉语教学工作。负责同香港、澳门特别行政区及台湾地区的教育交流与合作。 
十六、统筹管理全省现代远程教育工作。 
十七、承办省科技教育领导小组交办的其他工作。 
十八、承办省人民政府交办的其他工作。

## 机构设置

### 内设机构
- 厅人事处
- 厅计划财务处
- 厅基础教育处
- 厅职业教育与成人教育处
- 厅高等教育处（科技处）
- 厅师范教育处
- 厅社会科学研究与思想政治工作处
- 厅体育卫生与艺术教育处
- 厅国际合作与交流处
- 厅社会力量办学管理处
- 江西省人民政府教育督导室
- 江西省人民政府学位委员会办公室（学位管理与研究生教育处）
- 江西省语言文字工作委员会办公室(语言文字工作处)
- 委厅直属机关党委
- 驻厅监察室